# Marcel Hénaux
Marcel Hénaux (1909-1945) est un avocat français, officier de la réserve militaire, déporté politique du XXe siècle. Pendant la Seconde Guerre mondiale, membre de la résistance intérieure française, il est arrêté puis déporté en Allemagne. Il meurt au camp de concentration de Dachau en 1945.

## Biographie
Marcel Henri Lucien Hénaux nait à Fruges dans le Pas-de-Calais le 11 juin 1909. Il est le fils de Henri François Joseph Hénaux, marchand épicier et de Alfreda Léonie Merlier (?), épicière.
En 1912, sa famille s'installe à Lille dans le quartier Saint-Michel.
Pendant la Première Guerre mondiale, son frère Henri est mobilisé, mais trouve la mort lors d'un exercice. Son père mobilisé le 1er août 1914, meurt également sous les drapeaux à Lille le 25 novembre 1914.
Marcel Hénaux suit l'enseignement primaire dans un établissement tenu par les frères des écoles chrétiennes puis il entre au lycée Faidherbe de Lille.
Orphelin d'un père mort pendant la guerre, il est adopté par la nation (pupille de la Nation) suivant jugement du tribunal civil de Lille du 5 février 1920.
Titulaire du baccalauréat, il entame des études de droit à l'Institut catholique de Lille dans l'objectif de devenir avocat.
Il se marie en 1937 avec Simone Irène Marguerite Gamain. Trois enfants, Michel, Denise, Thérèse vont naître de cette union.
Il meurt en déportation à Dachau le 15 avril 1945, à l'âge de 36 ans.
Un obit (service religieux) solennel a été célébré le 8 avril 1946 en l'église Saint-Michel de Lille, en présence de son frère Georges Hénaux, de nombreuses personnalités du monde politique et du monde juridique. Une délégation de l'école Saint-Michel où est inscrit le fils de Marcel Hénaux était présente.

## Carrière
Dès la période de ses études supérieures, Marcel Hénaux affirme ses convictions chrétiennes. Il devient membre des Jeunesses démocrates chrétiennes, mouvement inspiré de la démocratie chrétienne qui va se développer après la Seconde Guerre mondiale avec le Mouvement républicain populaire (MRP). Marcel Hénaux est considéré comme un précurseur du MRP.
Reçu avocat en 1931, à 22 ans, il s'inscrit au barreau de Lille, où il commence un stage le 30 juillet.
Le 30 juillet 1935, il est inscrit au tableau de l'ordre des avocats.
Il poursuit en parallèle son action au sein du mouvement chrétien, devient vice-président national des jeunes démocrates chrétiens ou Jeunesses démocrates populaires et président de la fédération du Nord, tout en animant moult activités au sein de la paroisse de son quartier. Il s'engage également dans le Parti démocrate populaire dont il devient le secrétaire général adjoint.
En avril 1935, il est candidat aux élections municipales à Lille sur la liste d'« Union républicaine des intérêts lillois », liste d'opposition aux socialistes menés par Roger Salengro, maire sortant. Roger Salengro est réélu au second tour. À cette date, Marcel Hénaux est dit « avocat stagiaire, pupille de la nation ».
En avril 1936, il est candidat pour le Parti démocrate populaire aux élections législatives dans la 4e circonscription de Lille. Cette élection est celle qui verra le succès du Front populaire. Il est battu au second tour par Charles Saint-Venant, candidat socialiste pour la SFIO.
Son frère Georges Hénaux est retrouvé à la Libération dans l'équipe dirigeante de Nord-Éclair, organe du MRP dans la région Nord-Pas-de-Calais.
En avril 1946, Georges Bidault, alors ministre des Affaires étrangères, déclare avoir connu Marcel Hénaux en cette période et avoir apprécié ses « qualités de courage, de droiture et de sincérité ».

## Résistant
Marcel Hénaux n'a eu qu'une expérience militaire limitée : appelé sous les drapeaux en octobre 1931, il est incorporé au 43e régiment d’infanterie où il entre comme soldat de seconde classe le 16 octobre 1931. Les autorités militaires envisagent de l'affecter à l'école d'administration de Vincennes qui formait les officiers d'administration du service de l'intendance militaire (École militaire d’administration). Mais le 4 novembre 1931, la commission militaire de Versailles le déclare inapte pour le service armé en raison d'une acuité visuelle insuffisante. Il est donc mis en congé puis en disponibilité.
Lors de la mobilisation française de 1939, il rejoint l'intendance des étapes le 3 septembre 1939. Il est démobilisé à La Réole (Gironde) le 1er août 1940 et rentre à Lille après l'armistice du 22 juin 1940.
Ses premiers actes de résistance vont consister en la diffusion de journaux clandestins comme La Voix du Nord publié par le mouvement Voix du Nord, et Témoignage chrétien du mouvement de résistance du même nom. Il va rapidement participer aux activités de plusieurs réseaux sous le pseudonyme de Christian.
Pendant l'année 1942, il sert dans les « Forces françaises combattantes », ultérieurement constitutives de l'Armée française de la Libération, au sein du Réseau Gloria. Du 1er janvier 1943 au 31 mai 1944, il agit en qualité d'agent P1 (agent continuant d'avoir des occupations personnelles), au sein du réseau « Sylvestre Farmer WO », groupe de l'Abattoir, basé à Lille et fondé par le SOE, service secret britannique. Du 1er juin 1944 au 20 juin 1944, il est agent permanent (P2, agent engagé à temps plein) et donc soumis à la discipline militaire. Pendant cette dernière mission, le grade de lieutenant lui est reconnu.
Il assure également des missions pour le compte de l'Organisation civile et militaire (OCM).
Cofondateur du mouvement des résistants d'inspiration chrétienne pour le Nord Pas-de-Calais, il se retrouve au carrefour de divers mouvements et actions de résistance et assure le secrétariat général de l'organisation clandestine qui deviendra à la Libération le Mouvement républicain populaire (MRP).
En septembre 1943, il est membre du comité départemental qui œuvre à la réalisation de l'unification de la résistance impulsée par Jean Moulin. À ce titre, il met sur pied à Valenciennes un comité d'arrondissement où sont représentés le Front national, Libération-Nord (de tendance socialiste), le Parti communiste français, le réseau Saint-Jacques.
Lors de la création du comité départemental de libération dans le département du Nord, Marcel Hénaux y représente les démocrates chrétiens puis, apprécié des mouvements de résistance de toutes tendances, il en devient le secrétaire, reconnu pour son dynamisme.
Il est très actif jusqu'en juin 1944.
Marcel Hénaux agit dans la discrétion la plus totale. Jusqu'en juin 1944, il poursuit son activité au barreau de Lille comme si de rien n'était, aucun de ses collègues avocats ne connait son engagement.
Toutefois, la gestapo le surveille : la trahison d'un membre du réseau Voix du Nord avait entrainé une vague d'arrestation en 1943. Le 21 juin 1944, après une dénonciation, il est arrêté lors d'un guet-apens. Emmené en juillet 1944 à la prison de Loos, il est torturé dans les locaux de la police politique allemande au café de la Rotonde à La Madeleine. Il ne parle pas.
Le 1er septembre 1944, il fait partie du train de Loos où sont entassés tous les prisonniers politiques enfermés dans la prison de Loos. Il s'agit du dernier train de déportés au départ de Loos : la libération de Lille interviendra deux jours plus tard, les 2 et 3 septembre 1944. Marcel Hénaux part en déportation depuis la gare de Tourcoing vers les camps de concentration allemands avec 870 ou 872 autres prisonniers. Il n'y eut plus d'autre train de déportés dans le Nord de la France. Seulement un peu moins de 300 membres de ce dernier train rentreront.
Dans son wagon, sous son impulsion, on chante avant le départ Ce n'est qu'au au revoir mes frères, avant d'entonner la Marseillaise,.
Le train se dirige vers la Belgique, remonte jusqu'en Hollande puis redescend vers la Rhénanie.
Les conditions du voyage sont épouvantables : les déportés sont entassés à 80-90 par wagon à bestiaux. Ils ne peuvent ni s'allonger ni même s'asseoir. L'angoisse monte au fil des heures. Ils n'ont pas d'eau et souffrent de la soif, puis de la faim (sur le quai avant le départ, des représentantes de la Croix-Rouge averties par le chef de gare français ont tenté de distribuer vivres et cigarettes, de recueillir des messages pour les familles mais n'ont guère réussi à avancer et nombre de messages ont été interceptés par les gardes). La chaleur est suffocante, les wagons ne sont aérés que par de petites lucarnes grillagées qui ne donnent que peu d'air et on se bouscule pour aller y respirer un peu. Au fil des heures, les mauvaises odeurs montent : odeurs de transpiration, odeurs liés à la satisfaction des besoins naturels pour lesquels rien n'est prévu, en dehors de quelques boites de conserve. La nuit, les déportés s'empilent pour pouvoir dormir.
Pendant tout le trajet, Marcel Hénaux garde le moral et soutient celui de ses compagnons. Il leur chante un poème composé à Loos. Le refrain plusieurs fois répété sera retenu par les déportés : 
La Liberté viendra.
Et tous nous resterons des frères.
Quand ce beau jour luira. »
Son énergie pendant le trajet lui vaut le qualificatif d'« inoxydable ».
Ils sont conduits à Mülheim (Rhénanie du Nord) puis au camp de concentration d'Oranienbourg-Sachsenhausen. Il y porte le matricule 101716. Il est transféré le 5 octobre 1944 à Köchendorf, matricule 33703, annexe du camp de concentration de Natzweiler-Struthof, pour fabriquer des armes dans une mine de sel. Devant l'avance des Russes, il est envoyé au camp de concentration de Dachau le 8 avril 1945, matricule 150861.
Cette évacuation est une véritable marche de la mort, les déportés, déjà épuisés par le froid, la faim, les mauvais traitements, le travail dans les ateliers, font à pied 269 km, avec pour toute nourriture 4 pommes de terre et cinq cents grammes de pain. Marcel Hénaux ne parvient au camp qu'avec l'aide de ses compagnons. Épuisé par une dysenterie, il meurt à « l'infirmerie » du camp de Dachau le 15 avril 1945.
Les fours crématoires ne fonctionnent plus à cette date, faute de combustible ; les morts sont jetés dans des fosses communes.
Le 29 avril 1945, soit quinze jours plus tard, les Américains arrivent au camp de Dachau.
Des mois plus tard, sa femme a reçu la montre qu'il portait le jour de son arrestation. Il s'agissait de la montre de son frère Henri qui lui avait été remise après le décès de celui-ci pendant la Première Guerre mondiale.
Le dénonciateur du réseau Voix du Nord a été jugé et fusillé après la guerre ; enfant naturel placé dans une famille d'accueil, il avait grandi à Fruges. Le déporté devenu kapo qui s'acharna sur les intellectuels français, dont Marcel Hénaux, était d'origine polonaise. À la libération du camp, battu par les détenus, il réussit à s'échapper. Jugé en 1951, il est condamné à mort puis gracié après huit années de détention

## Hommages et postérité

### Citations
- Le 6 mai 1946, le maréchal Montgomery a reconnu les services rendus par Marcel Hénaux en lui délivrant un certificat de service[19] :

« Par cette attestation de service, je fais part de ma reconnaissance pour l'aide apportée par Marcel Hénaux, qui, en tant que volontaire des Nations-Unies, a donné sa vie pour que l'Europe puisse vivre libre »

Le 4 janvier 1949, Marcel Hénaux fait l'objet d'une citation à l'ordre de la Nation à titre posthume par le Président du Conseil Henri Queuille : 

« Hénaux (Marcel Henri) avocat au barreau de Lille, devenu après l'armistice, membre du mouvement national Résistance, dès sa formation, a participé activement à  la diffusion des journaux clandestins, a mis sur pied avec quelques amis des sections de renseignements et réussi à armer certains groupes d'action.
Arrêté le 21 juin 1944 et déporté au camp de Dachau, il y décéda le 15 avril 1945.
Décoré de la médaille de la Résistance avec rosette.
Fait à Paris le 4 janvier 1949.
Henri Queuille. » »

### Décorations
En 1950, Marcel Hénaux est cité « à l'ordre du corps d'armée à titre posthume par décision n° 851 du 31 août 1950 » et reçoit la Croix de guerre avec étoile de vermeil  : 

« Dès 1941 devient un militant de la lutte clandestine et, en 1942, fût considéré comme l'un des principaux chefs, pour le département du Nord, des grands mouvements de réseaux organisés dans cette région: Résistance, OCM, Voix du Nord, Buckmaster Sylvester, Gloria, W O... Organisa la diffusion massive de la presse, aida puissamment les réfractaires et patriotes traqués en leur procurant de faux papiers ou des lieux d'hébergement, mais contribua surtout à mettre en action des services secrets de renseignements. D'un courage à toute épreuve, conserve un moral magnifique lors de son arrestation, refusant de parler sous les tortures... Déporté, décédé au camp de Dachau le 15 avril 1945. Cette citation comporte la Croix de guerre 1939/1945 à titre posthume avec Etoile de Vermeil » »

- Le décret du 19 septembre 1950, (Journal officiel du 22 septembre 1950), le nomme chevalier de la Légion d'honneur à titre posthume pour faits exceptionnels dans la Résistance. La remise de la médaille a lieu le 22 octobre 1950 place Rihour à Lille. Le général de brigade Georges Duminy épingle la médaille au revers du fils de Marcel Hénaux, Michel, en présence de la famille, des amis et de nombreuses personnalités[20].
- Le décret du 22 septembre 1953 a confirmé l'octroi de la médaille de la Résistance française[19].

### Hommages
- Le 7 avril 1946, lors de son inauguration par Georges Bidault, ministre des Affaires étrangères, le siège lillois du MRP, porte le nom de centre Marcel-Hénaux[21]. Le même jour, le ministre des Affaires étrangères inaugure à Marcq-en-Barœul, une rue Marcel Hénaux avec apposition d'une plaque commémorative[19],[22],[21].
- Une rue de Lille porte son nom.depuis 1958[5] et il en va de même dans la commune associée de Lomme (Liste des voies de Lille). Portent encore son nom une avenue de Saint-André-lez-Lille, ainsi que de Tourcoing[23] et de Dunkerque[19].
- La ville de Tourcoing a donné son nom à une école maternelle en 1962[19].
- En 1978, l'École militaire d’administration de Montpellier  a donné le nom de « Lieutenant Hénaux » à la promotion 1977-1978[19].

## Portrait
Des portraits de Marcel Hénaux, en robe d'avocat, en tenue civile, en uniforme militaire figurent sur le site qui évoque sa vie et dans l'ouvrage d'André Caudron et Odon Boucq.